# Eppure non t'amo
Eppure non t'amo è un singolo discografico del cantante italiano Zucchero Fornaciari, pubblicato nel 1997 come secondo estratto dalla raccolta The Best of Zucchero Sugar Fornaciari's Greatest Hits.

## Descrizione
Del brano sono state scritte la versione inglese, intitolata I Don't Know, e quella spagnola, intitolata Pero no te amo.

## Tracce
Testi e musiche di Zucchero eccetto dove diversamente indicato.

### CD singolo
Eppure non t'amo
- COD: 5002 327

1. Eppure non t'amo (Radio Edit) – 3:56

I Don't Know
- COD: 5002 365

1. I Don't Know (Radio Edit) – 3:56 (testo: Zucchero, C. Difford)

### CD Maxi
Eppure non t'amo
- COD: Polydor 571031-2

1. Eppure non t'amo – 3:56
2. Diavolo in me (Live) – 4:00
3. Il volo (Live) – 5:08

I Don't Know
- COD: Polydor 571033-2

1. I Don't Know – 3:56 (testo: Zucchero, C. Difford)
2. Diavolo in me (Live) – 4:00
3. Il volo (Live) – 5:08